# Луций Плиний Руф
Луций Плиний Руф (на латински: L. Plinius Rufus) е римски военачалник, легат и пропретор на Секст Помпей. Освен че е натоварен с военни функции, Плиний Руф е отговорен и за строежа на кулите и портата на Лилибей.
През 36 пр.н.е. по времето на Сицилийската война, армиите на триумвирата започват тристранна атака срещу Секст Помпей, който контролира Сицилия. Октавиан атакува от север, сили под командването на лейтенанта му Статилий Тавър атакуват от изток, Лепид трябвало да атакува от запад. По това време се разразява буря, която нанася тежки щети на флота на Октавиан. Само Лепид успява да достигне Сицилия и обсажда Плиний Руф в Лилибей.
След като Марк Випсаний Агрипа печели решителната битка при Наулох, Секст Помпей бяга в Мала Азия, където по-късно е убит от хора на Антоний. Плиний Руф, който командва осем легиона се насочва на изток към Месана следван от Лепид. Агрипа и Лепид достигат до града едновременно. Агрипа настоява силите им да изчакат Октавиан преди да предприемат някакво действие, но Лепид не се съобразява с искането му и започва преговори с Плиний Руф. Легионите на бившия лейтенант на Помпей се присъединяват към Лепид. След тези събития името на Плиний Руф, повече не се споменава в историческите извори.
В надписи на каменна плоча намерена в Лилибей през 1894 г., която в момента се намира в Археологическия музей в Палермо се чете:

Което се превежда: 

### Цитирана литература
- Скрицкий, Николай В. 100 великих адмиралов //   Москва, 2003. ISBN 5-7838-0980-2. (на руски)
- Dessau, Hermann. Inscriptiones latinae selectae //  . Т. 3.   Berolini Apud Weidmannos, 1892. (на латински)
- Liubimova, O. V. Inscription of Lucius Plinius Rufus, legate of Sextus Pompeius //   Ancientrome.ru, 2016. Посетен на 12 юни 2022. (на италиански)
- S. Broughton, T. Robert. The Magistrates of the Roman Republic: Volume II, 99 B.C. – 31 B.C //   New York, The American Philological Association, 1952. (на английски)
- Rafetseder, N. Marsala/Lilybaeum. L. Plinius Rufus, legatus pro praetore, praetor designatus //   Archivio Constituzioni Antiche in Italia. Посетен на 12 юни 2022. (на английски)
- Francisco, Pina Polo. The triumviral period: civil war, political crisis and socioeconomic transformations //  . Т. 2.   Prensas de la Universidad de Zaragoza, 2020. ISBN 9788413400969. (на английски)
- Bowman, Champlin, Lintott, Alan K., Edward, Andrew. The Cambridge Ancient History Volume 10: The Augustan Empire, 43 B.C. – A.D. 69 //   Cambridge University Press, 1996. ISBN 0-521-26430-8. (на английски)